# Flex Lewis
James "Flex" Lewis (Llanelli, 15 de novembro de 1983) é um fisiculturista galês. Lewis é considerado como um dos maiores fisiculturistas de todos os tempos na categoria 212, onde podem competir atletas de até 212 libras (cerca de 96 kg).
Os seus principais títulos são a conquista por sete vezes consecutiva do Mr. Olympia, o principal campeonato de fisiculturismo no mundo, entre os anos de 2012 e 2018. Após a sétima conquista, ele anunciou sua aposentadoria das competições desta categoria. Lewis também é parceiro de treino e mentor de Rafael Brandão, um dos principais fisiculturistas do Brasil.